# Carmichaelara
× Carmichaelara, (abreviado Crml) en el comercio, es un híbrido intergenérico entre los géneros de orquídeas Brassavola × Broughtonia × Laelia. Fue publicado en Orchid Rev. 107: 191 (1999).